# UTC+9
UTC + 9:00 é o fuso horário onde o horário local é contado a partir de mais nove horas em relação ao horário do Meridiano de Greenwich.

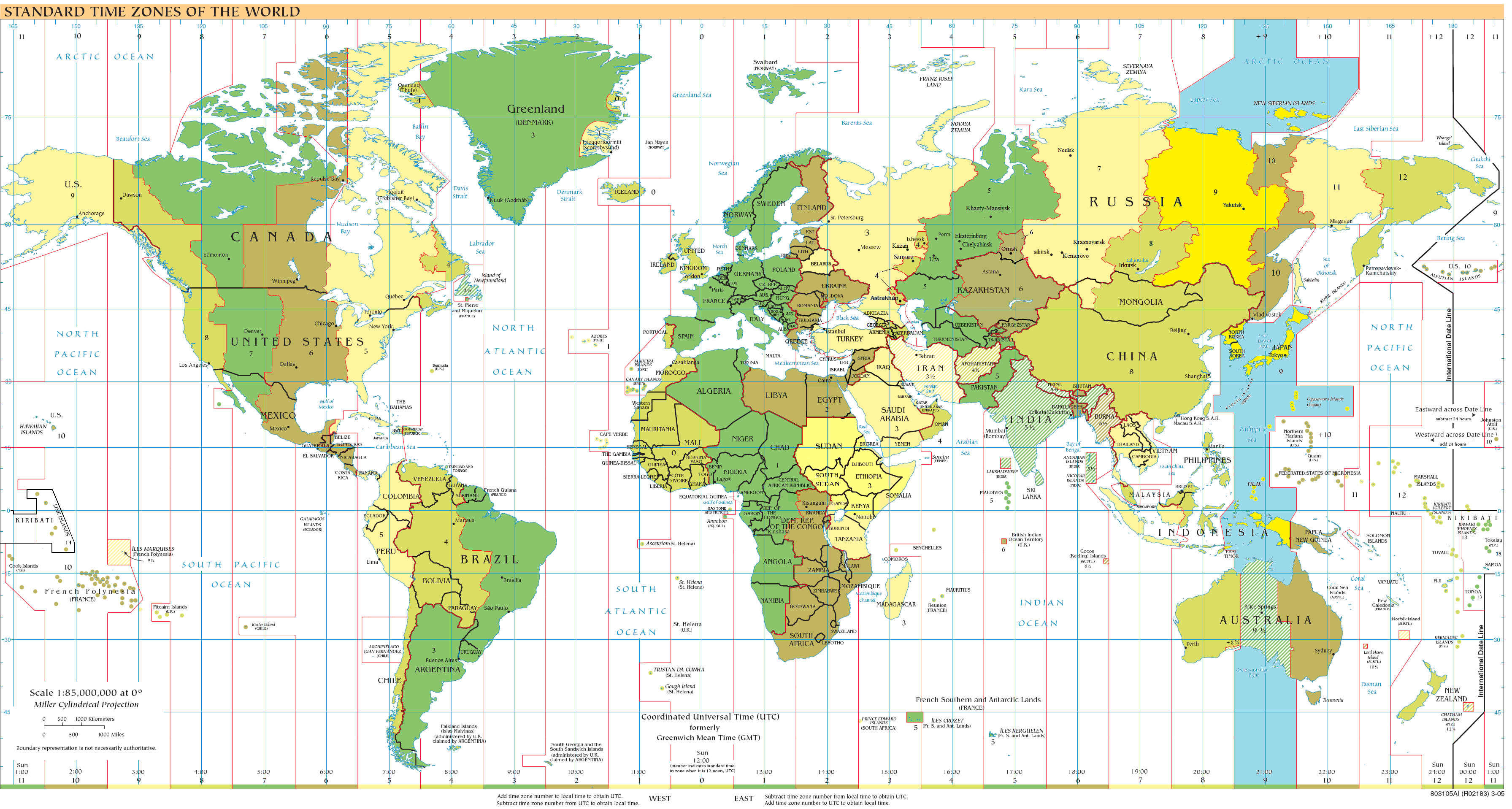
Mapa contendo as variações de tempo de acordo com a longitude, com a UTC+9:00 em destaque

Longitude ao meio: 135º 00' 00" L

## Países
- Austrália
  -  Território do Norte
  -  Austrália Meridional
- Coreia do Norte[1]
- Coreia do Sul[2]
- Indonésia
  - Leste: Jayapura[3]
- Japão (JST - Japan Standard Time)[4]
- Palau[5]
- Rússia
  - Zona 8: Yakutsk[6]
- Timor-Leste[7]